# SA80
Vous lisez un « article de qualité » labellisé en 2023.
SA80 est une famille d’armes à feu développée par le Royaume-Uni à partir de 1972, comprenant le fusil d’assaut L85 IW, la mitrailleuse légère L86 LSW et la carabine L22, ainsi que le L98, une variante du L85 destinée à la formation des cadets. Entrés en service en 1985, les L85 et L86 visent à remplacer le fusil d’assaut L1A1, le pistolet-mitrailleur Sterling, la mitrailleuse légère L4A4 et la mitrailleuse L7A1 GPMG au sein des forces armées britanniques. L’objectif est de faire des économies d’échelle en maximisant le nombre de pièces communes entre différents modèles d’armes, et par là même de faciliter aussi l’entraînement des soldats. Par ailleurs, les Britanniques espèrent en exporter de grandes quantités, voire en faire un standard de l’OTAN.
Il s’agit toutefois d’un échec en raison de défauts de conception et de qualité de production affectant gravement la fiabilité des armes du système SA80. Ainsi, non seulement celles-ci s’enrayent bien plus souvent que leurs concurrentes en conditions normales, mais elles sont également considérablement plus sensibles à la saleté et à la poussière. Bien que les programmes d’amélioration ayant donné naissance aux versions SA80A2 et SA80A3 en 2000 et 2018 aient beaucoup atténué ces problèmes, ils ne sont pas parvenus à améliorer l’image de ces armes généralement vues comme peu fiables par leurs utilisateurs. Ces progrès arrivent en effet tardivement, le ministère de la Défense ayant longtemps refusé d’admettre l’existence de problèmes afin de ne pas remettre en cause les décisions politiques qui en sont à l’origine. Pour ces raisons, la production s’arrête définitivement en 1994 après que seulement 330 000 exemplaires ont été produits, tandis que les seuls utilisateurs hors Royaume-Uni sont des pays l’ayant reçu au titre de l’aide militaire.
Comme le FAMAS français, le système SA80 repose sur une conception bullpup : le chargeur est placé en arrière de la queue de détente. Cette disposition présente l’avantage de raccourcir la longueur totale de l’arme sans réduire pour autant celle du canon, ce qui affecterait la précision. À ce titre, le SA80 est réputé pour sa précision, mais critiqué pour sa mauvaise ergonomie, notamment l’impossibilité totale de l’utiliser du bras gauche.

## Dénomination
Le nom provient de celui du programme de développement, appelé Small Arms for the 1980’ et abrégé SA80. En principe, ce nom s’applique uniquement à la famille complète, chaque arme individuelle la composant ayant ensuite sa propre désignation, par exemple L85 Individual Weapon pour le fusil d’assaut ou L86 Light Support Weapon pour la mitrailleuse légère. En pratique, il est fréquent dans le langage courant que le nom SA80 soit utilisé pour désigner spécifiquement le fusil d’assaut, à savoir le L85, ou que les appellations soient mélangées, par exemple SA80 IW pour parler du L85.
Du fait de leur mauvaise réputation, les armes de la série SA80, et en particulier le L85, sont également surnommées de manière peu flatteuse par les soldats britanniques. Le L85 est ainsi souvent appelé the civil servant, « le fonctionnaire », parce que, selon les soldats, il est inutile et on ne peut pas s'en débarrasser,.

## Développement

### Contexte
Dans l’immédiat après-guerre, les Britanniques prévoient le remplacement du fusil Lee–Enfield et des divers pistolets-mitrailleurs utilisés pendant la Seconde Guerre mondiale par une arme unique, un fusil d’assaut utilisant une cartouche de 7,62 × 43 mm. Les recherches qui s’ensuivent donnent naissance à la fin des années 1940 à l’EM-2, première arme adoptée par une armée à disposer d’une conception bullpup. Toutefois, quelques mois après son adoption, le nouveau gouvernement élu en octobre 1951 cède à l’exigence des États-Unis d’utiliser leur propre cartouche de 7,62 × 51 mm, ce qui met prématurément fin à la carrière de l’EM-2. Ayant besoin d’une arme rapidement, les Britanniques se reportent sur une variante du FN FAL belge, qui entre en service en 1954 sous le nom de L1A1 SLR.

### Définition du cahier des charges

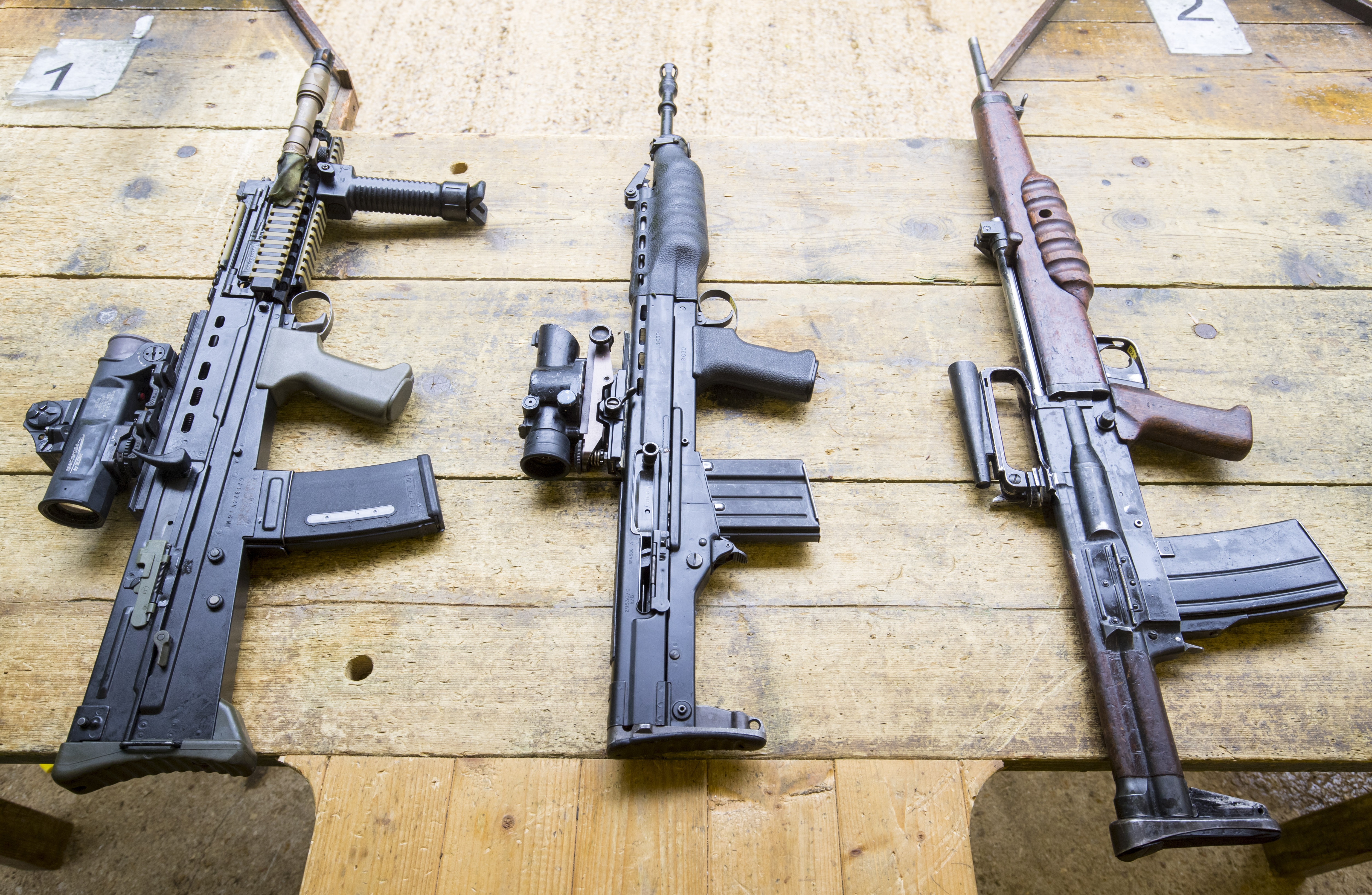
De droite à gauche : EM-2, XL64 et L85A2.

Le remplacement du SLR est envisagé à la fin des années 1960. La possibilité d’acheter un fusil étranger, en particulier le M16, est immédiatement écartée, les responsables politiques souhaitant une arme britannique. Le travail débute en 1969 à la Royal Small Arms Factory avec les études préliminaires. La munition retenue est une cartouche intermédiaire de 4,85 × 49 mm, différente donc de la cartouche de 5,56 × 45 mm utilisée par les États-Unis et plusieurs autres pays de l’OTAN.
En ce qui concerne la configuration générale de l’arme, les dispositions traditionnelles, c’est-à-dire avec le mécanisme et le chargeur en avant de la queue de détente comme le SLR et le M16, sont écartées au profit d’une configuration bullpup. L’inconvénient de ce choix est que cela nécessite de concevoir une arme complète plutôt que d’adapter un modèle déjà existant. Afin de réduire les coûts, tant en développement qu’en production et en maintenance, la décision est donc prise d’utiliser également l’arme dans le rôle de mitrailleuse légère, en dépit des compromis qu’impose l’emploi d’une même plateforme dans deux rôles aussi différents.
Afin de valider ces choix, une étude de faisabilité débute à partir de 1972 avec douze prototypes ayant différentes configurations. À l’issue de cette étude, le ministère de la Défense publie en 1974 le General Staff Requirement 3518 précisant les spécifications attendues. L’objectif est de disposer d’un prototype pleinement fonctionnel pour 1977, année où sont prévus les essais de munitions de l’OTAN, dans l’espoir de faire adopter le 4,85 × 49 mm comme standard de l’alliance.

### Des problèmes récurrents

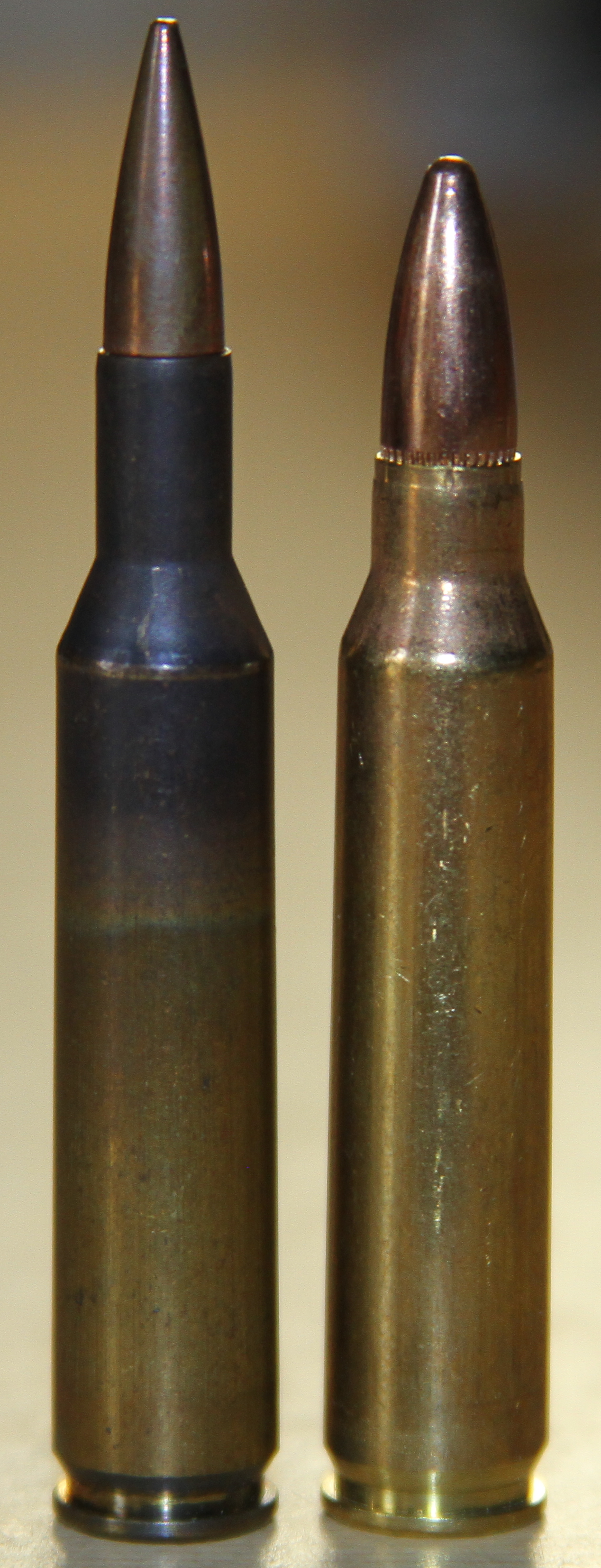
Une cartouche de 4,85 × 49 mm (à gauche) comparée à une cartouche de .223 Remington (à droite), presque identique à une cartouche de 5,56 × 45 mm OTAN.

Douze nouveaux prototypes sont produits afin de tester différentes configurations. Ils aboutissent à plusieurs modèles expérimentaux au sein d’une série baptisée XL60 : d’une part le fusil d’assaut XL64 et, d’autre part, la mitrailleuse légère XL65, chacun ayant un modèle équivalent pour les tireurs gauchers, les XL68 et XL69. Pressés par le temps et convaincus que leur concept est le meilleur, les Britanniques ne réalisent toutefois pas de tests intensifs avant 1977. Les essais de munitions de l’OTAN qui se déroulent cette année-là se passent mal pour les Britanniques : leur cartouche de 4,85 × 49 mm est rejetée, les autres pays ne souhaitant pas totalement changer leur armement pour une cartouche dont les performances ne sont pas particulièrement meilleures que celles de leurs propres munitions de 5,56 × 45 mm, mais surtout les essais intensifs de l’arme montrent de sérieuses faiblesses dans sa conception. Le XL64 subit ainsi en moyenne un incident de tir tous les quatre-vingt-dix-sept coups, principalement des problèmes d’éjection des étuis usagés bloquant le mécanisme, mais aussi des passages inopinés du mode automatique au mode semi-automatique et inversement.
Afin d’éviter que la date cible initiale de mise en service en 1983 ne soit repoussée, les principaux changements entrepris sont la conversion au 5,56 × 45 mm OTAN et la simplification de la conception afin de réduire les coûts de production. Une série de préproduction est lancée pour le fusil d’assaut XL70 et la mitrailleuse légère XL73 afin de disposer de suffisamment d’exemplaires pour les tests opérationnels. Ceux-ci, réalisés à partir d’octobre 1981, imposent un objectif minimal d’au moins 2 500 tirs entre deux incidents. Ils sont toutefois entachés par des protocoles inadaptés et des méthodes proches de la manipulation. Ainsi, seuls les incidents classés comme « critiques », c’est-à-dire ne pouvant pas être réparés par l’utilisateur, sont pris en compte. La manière dont sont classés certains incidents peut par ailleurs laisser dubitatif : une rupture de culasse n’est par exemple pas considérée comme critique car, pour la durée du test, une culasse de rechange est livrée avec le fusil, qui permet donc théoriquement à l’utilisateur de réparer lui-même. Celle-ci sera d’ailleurs retirée du kit standard dès la fin des essais.
Malgré ces dispositions, le XL70 ne parvient à atteindre qu’un écart moyen de 1 250 coups entre deux incidents. Le chiffre est alors « corrigé » afin d’éliminer les incidents liés à des problèmes considérés comme faciles à résoudre, ce qui permet d’atteindre la cible minimale fixée. Une mise à jour est encore effectuée, aboutissant au fusil d’assaut XL85 et à la mitrailleuse légère XL86. Le changement le plus important de ces nouveaux modèles est la suppression de la version pour gaucher afin de réduire les coûts. Le développement initial est finalement achevé en 1985, avec deux ans de retard sur la date prévue.

## Production

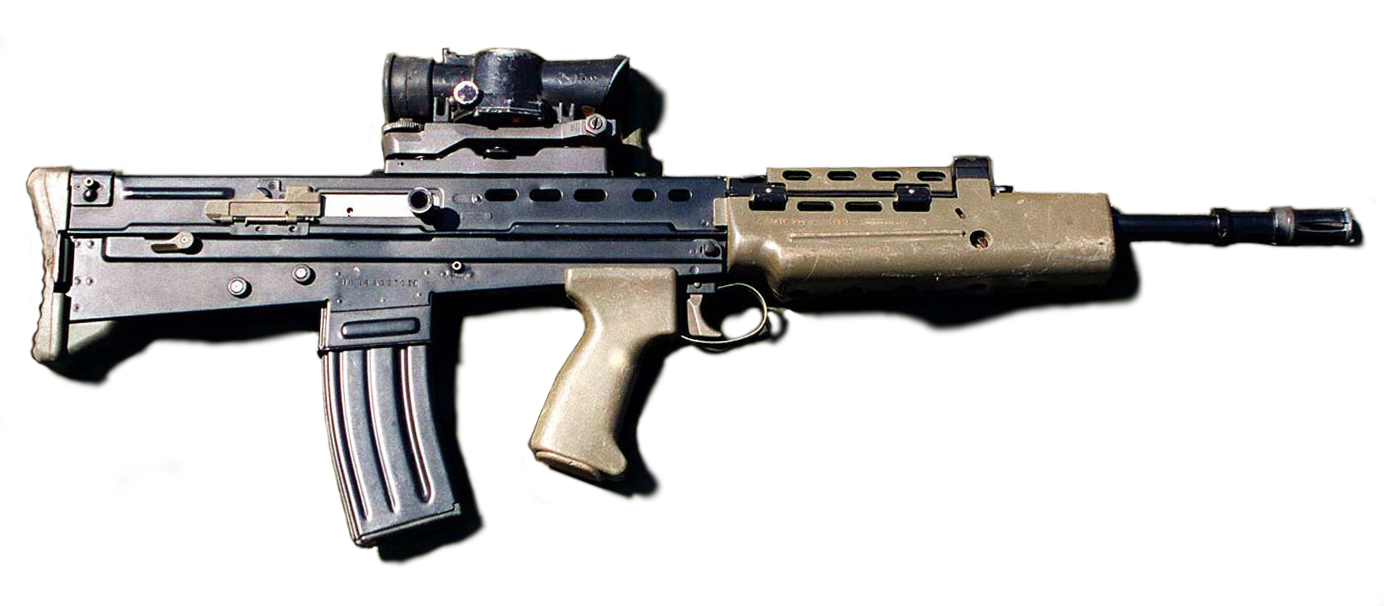
Fusil d’assaut L85A1.

Afin de réaliser des économies, la série SA80 est en grande partie réalisée avec des pièces en tôle emboutie plutôt qu’usinées dans un bloc de métal. L’inconvénient de cette méthode est qu’il est considérablement plus difficile de produire des pièces avec une tolérance étroite. En outre, la privatisation de l’industrie de l’armement britannique, qui était évoquée depuis le début des années 1980, devient une réalité plus tangible lorsque la Royal Small Arms Factory (RSAF) devient en 1984 une division de la Royal Ordnance Factories (ROF) dans le but de préparer la vente des deux groupes. Cette annonce a un impact fortement négatif sur la qualité du travail des employés de la RSAF, qui sont certains de voir leurs postes supprimés à l’issue de l’opération et ne s’impliquent plus dans leur travail. Par conséquent, les problèmes de qualité émergent dès le début de la production du premier lot de 175 000 armes à l’usine de la Royal Ordnance Factories de Londres en juin 1985,.
Les difficultés de production sont encore aggravées par les manœuvres du gouvernement : en 1987, juste avant de mettre la ROF en vente, le gouvernement britannique lui commande un second lot de SA80 dans le but de faire monter la valeur de l’entreprise en lui donnant un carnet de commande bien rempli et, bien que cela viole les règles des marchés publics, pour empêcher des entreprises étrangères de candidater à la fabrication de cette deuxième tranche,. British Aerospace (BAe) achète ainsi la RSAF, mais découvre cependant rapidement que l’affaire n’est pas rentable : du fait des invendables liés aux problèmes de qualité, le coût de production est en réalité supérieur au prix de vente contractuel. Afin de préserver une marge, BAe décide donc de fermer l’usine en septembre 1988 et de transférer la production à Nottingham. Cela ne résout toutefois en rien les problèmes de qualité, le personnel de la nouvelle usine n’ayant aucune expérience dans la production des armes et la majorité des pièces étant fabriquées par des sous-traitants plus préoccupés par leurs bénéfices que par la qualité de leur production.
Du fait du manque de clientèle, la production des armes de la famille SA80 prend définitivement fin en 1994 après que seulement 330 000 exemplaires ont été produits. Après la fermeture de la ligne de production, les activités de maintenance sont transférées à Heckler & Koch, qui prend également en charge le développement et la mise au niveau A2 à partir de l’an 2000. Initialement 300 000 exemplaires auraient dû être concernés, mais ce nombre est ramené rapidement à 200 000 en raison du coût élevé de la conversion. Les armes non converties sont utilisées comme source de pièces détachées ou vendues à des gouvernements étrangers.
Bien que pensé pour maximiser les économies, le SA80 échoue également dans ce domaine. Alors que le coût unitaire du L85 (sans optique) prévu en 1978 est de 150 £, il se trouve être en réalité de 203 £ en 1984, auquel il faut encore ajouter 135 £ pour l’optique, soit 338 £ par arme. Par comparaison, le SLR coûtait 350 £ en 1980. Il faut en outre y ajouter la mise à jour au standard A2, celle-ci coûtant, en 2000, 460 £ par arme. Au total, en prenant en compte les ajustements liés à l’inflation pour 2015, chaque exemplaire (sans optique) a coûté 1 300 £, soit 1 980 $. Par comparaison, le gouvernement des États-Unis achète à la même date ses M4 (sans optique) entre 800 et 1 200 $.

## Évolutions postérieures
Le ministère de la Défense nie longtemps les problèmes de fiabilité du SA80. Un tel aveu reviendrait en effet à admettre que la privatisation de ROF a mené à l'échec alors que l’un des principaux arguments en faveur de celle-ci est la plus grande efficacité des entreprises privées. La crainte que cela mène a un examen plus détaillé des résultats de l’ensemble de la politique de privatisation des services publics suscite également des réticences politiques. Toutefois, l’OTAN menace en 1997 de retirer le SA80 de la liste de ses équipements approuvés pour les essais de munitions, ce qui contraint les Britanniques à travailler de manière plus intensive sur un correctif, même s’ils parviennent in extremis à négocier la suspension de l’arme plutôt que son exclusion,. Un contrat est alors signé en 2000 avec l’entreprise Heckler & Koch afin d’améliorer les armes existantes. Après étude, l’entreprise propose le remplacement de la plupart des pièces mécaniques par des modèles plus robustes, bien que certains problèmes ne puissent être résolus, car inhérents à la conception de l’arme. Les essais opérationnels de la version améliorée ont lieu en 2001 et montrent une amélioration notable de la fiabilité, les incidents de tir étant ramenés à un nombre acceptable. De fait, la plupart des problèmes recensés lors des essais sont liés au manque de compétence des soldats britanniques dans l’utilisation et l’entretien de leurs armes,. Cette version améliorée entre en service en 2002, les armes concernées prenant le suffixe A2 pour les distinguer de l’ancienne version, appelée rétroactivement A1.

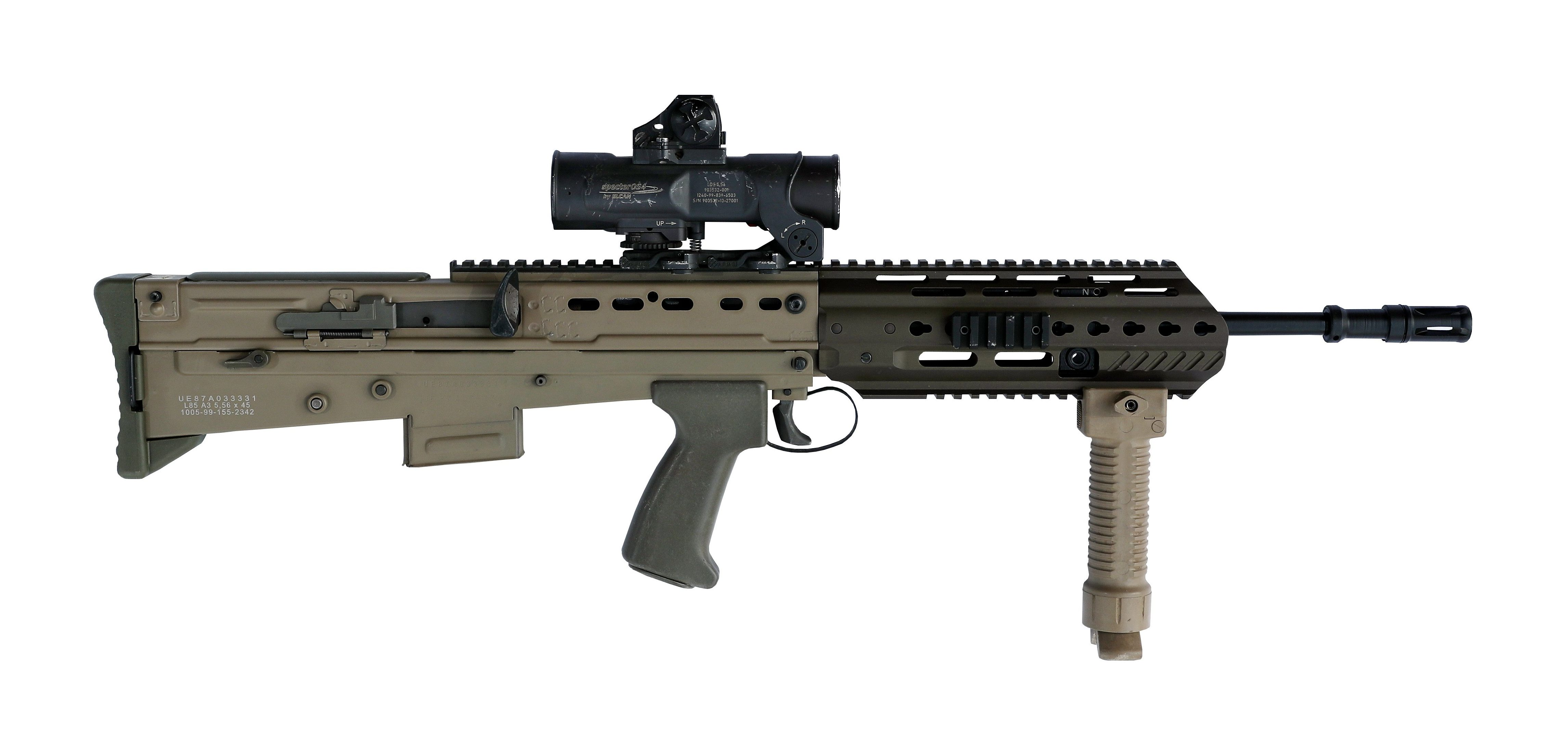
L85A3.

À partir de 2009, les armes en service sont améliorées dans le cadre d’un programme d’urgence motivé par les problèmes rencontrés en Afghanistan et en Irak. Les changements sont principalement inspirés par le M4 : l’ancien garde-main est remplacé par un modèle avec des rails pour monter des accessoires et une poignée, tandis que l’optique SUSAT est remplacée par une optique ACOG. Cette version reçoit parfois la dénomination A3, bien qu’il ne s’agisse pas d’une appellation officielle. La véritable version A3 est mise en service en 2018. Il s’agit là aussi d’une amélioration réalisée par Heckler & Koch des L85A2 encore existants, dont le but est principalement d’améliorer leur précision et de prolonger leur durée de vie jusqu’en 2025. Lancé en 2021, le projet Grayburn étudie le remplacement du L85, seule arme de la famille encore en service en nombre significatif.

## Exportations
La famille SA80 est un échec commercial, peu de pays s’étant portés acquéreurs. En comptant les pays l’ayant reçue au titre de l’aide militaire, seuls la Bolivie, la Jamaïque, le Mozambique, le Népal, la Sierra Leone et le Zimbabwe s’en sont équipés, ainsi que certains territoires britanniques d’outre-mer comme les Bermudes,. Une version civile limitée au tir semi-automatique échoue également à percer sur le marché, en partie en raison de la rigueur de la législation sur les armes à feu au Royaume-Uni, qui limite considérablement la clientèle intérieure.

## Histoire opérationnelle

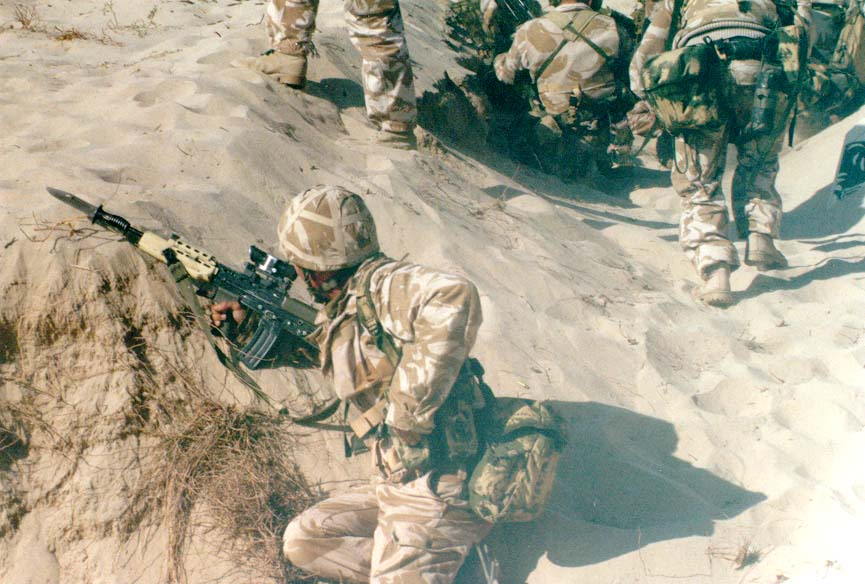
Un soldat britannique avec un L85 baïonnette au canon pendant la guerre du Golfe en 1991. avant la guerre du Golfe le 6 janvier 1991, il porte un casque Mk. 6 et un camouflage DPM.

Les troupes commencent à recevoir le L85A1 et le L86A1 à partir d’octobre 1985, l’arme devant être testée par les troupes jusqu’en 1987. Ces essais se révèlent catastrophiques : outre ses problèmes de conception qui n’ont pas été résolus, l’absence d’une version pour gaucher handicape considérablement ces derniers. Mais le principal problème est une qualité générale très en-dessous des standards attendus pour une telle arme. Ainsi, les parties en métal tendent à s’oxyder, plusieurs pièces cassent rapidement, le mécanisme s’encrasse facilement même dans de bonnes conditions et le chargeur ne tient pas en place dans le puits. Malgré cela, le déploiement se poursuit plus ou moins comme prévu : le rééquipement de l’infanterie de la British Army, des Royal Marines et du RAF Regiment s’achèvent en 1987, celui de la Royal Air Force en 1991 et celui de la Territorial Army ainsi que de la Royal Navy en 1993.
Ces armes sont utilisées pour la première fois au combat pendant la guerre du Golfe en 1991. En l’absence de correctifs pour résoudre les problèmes de fiabilité et du fait de l’environnement désertique particulièrement agressif pour les armes à feu, elles s’enrayent fréquemment et nécessitent un entretien démesuré. Cette situation génère un stress considérable pour les soldats et détériore durablement leur confiance en leur armement. Les rapports rédigés après la guerre font en outre remarquer que le manque de fiabilité du SA80 aurait probablement été la cause de lourdes pertes si les Irakiens ne s’étaient pas rendus en masse sans combattre. Les engagements suivants dans les guerres de Yougoslavie et le conflit nord-irlandais ne donnent également lieu qu'à peu de combats, ce qui limite les conséquences de la fiabilité médiocre de l’arme. Toutefois, lors de l’opération Barras au Sierra Leone en 2000, plusieurs armes s’enrayent, incident qui est relayé par la presse au Royaume-Uni et intensifie encore les critiques.
La version A2 est déployée au combat pour la première fois en Afghanistan en 2001. Les appréciations se montrent plus positives que pour la version A1 du fait de sa meilleure fiabilité, bien que les troupes se plaignent que, pour atteindre un niveau de service normal, le SA80 requiert considérablement plus d’entretien que les autres armes. Ce conflit et la guerre d’Irak en 2003 montrent néanmoins que la conception du L86 est peu adaptée à sa fonction et il est progressivement remplacé par la FN Minimi. La version A3 entre en service au sein de l’armée britannique en 2018, mais très peu de L85A2 sont convertis au standard A3 : en janvier 2022, l’inventaire compte ainsi seulement 17 900 L85A3 contre 134 912 L85A2.
Les gardes d’honneur des forces armées britanniques étant formées d’unités combattantes et non d’unités de parade, elles utilisent leurs armes de service habituelles et le L85 y a donc remplacé le SLR en même temps que dans le reste de l’armée britannique. Ce changement a posé quelques problèmes, du fait que le L85 est considérablement plus court que son prédécesseur : alors que les soldats en faction pouvaient poser le SLR au sol et s’appuyer dessus, cela n’est plus possible avec le L85 qui doit être tenu en permanence. Bien que des nouveaux mouvements aient été introduits pour compenser cet inconvénient, par exemple la possibilité de faire quinze pas de chaque côté du poste de garde, le L85 est peu apprécié par les troupes chargées de ces missions.

## Caractéristiques

### Disposition générale

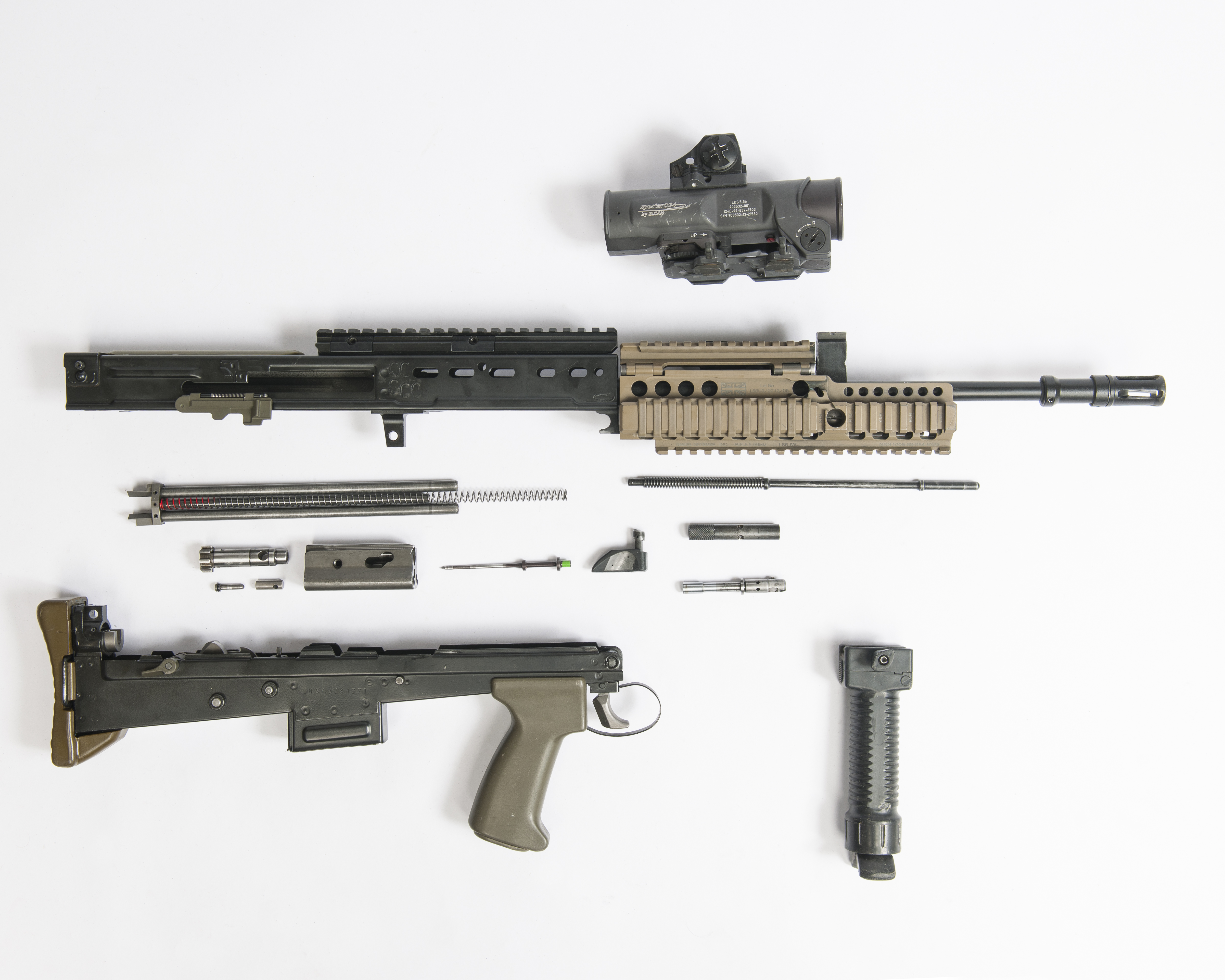
L85A2 démonté. Il s’agit d’un exemplaire ayant reçu l’amélioration de 2009.

L’ensemble des armes de la famille SA80 partagent la même architecture bullpup avec la chambre placée en arrière de la queue de détente. L’ergonomie est généralement considérée comme étant médiocre. La fenêtre d’éjection se trouve à hauteur du visage de l’utilisateur, empêchant l’épaulement de l’arme à gauche. Cet inconvénient est inhérent à la conception bullpup et a pour conséquence d’obliger le soldat à s’exposer davantage en cas de tir depuis un coin tournant vers la droite. Cela rend également l’utilisation de l’arme plus difficile pour les gauchers dans toutes les situations. Toutefois, alors que la plupart des armes ayant cette architecture prévoient divers moyens pour éjecter l’étui à gauche et rendre ainsi l’arme ambidextre, rien n’est prévu dans le cas du SA80. La plupart des boutons et leviers sont également mal positionnés et obligent l’utilisateur à faire des mouvements parasites qui ralentissent le tir ou lui font quitter sa cible des yeux. Le levier d’armement est par exemple situé à droite et très en arrière de la poignée, ce qui rend sa manipulation difficile de la main gauche comme de la main droite.
Parmi les points positifs, le centre de gravité se trouve au-dessus de la poignée, ce qui permet de faciliter le port à une main et améliore la précision. Celle-ci bénéficie également de la faible pesée nécessaire pour actionner la queue de détente et d’un effet de recul limité par la disposition dite in-line : l’axe du canon est situé sur la même ligne que le sommet de la crosse, ce qui transmet l’ensemble des forces horizontalement et réduit le mouvement du canon vers le haut lors du tir. Ces caractéristiques, ainsi que la grande longueur du canon permise par la conception bullpup, procurent aux armes de la famille SA80 une excellente précision, qui constitue le point fort du système. Ainsi, depuis l’adoption de l’arme, le taux de soldats recalés au test annuel de tir est passé de 28 % à zéro, tandis que la proportion de soldats atteignant le score correspondant au statut d’expert est passé dans le même temps de 8 % à 50 %.

### Mécanisme
En dehors du L98, toutes les armes de la famille SA80 utilisent le même mécanisme de mise à feu. Le système est basé sur le concept du rechargement par emprunt de gaz : une partie des gaz produits par la combustion de la poudre lors du tir sont récupérés par un évent situé au bout du canon et actionnent un piston, qui repousse alors la culasse en arrière. Lorsqu’elle recule, l’étui usagé est éjecté, puis une nouvelle cartouche est chambrée lorsque la culasse reprend sa position initiale sous l’effet du ressort de rappel, avant que le cycle ne recommence.
Le sélecteur de tir est situé à gauche, sous l’appuie-joue, une position difficile à atteindre lorsque l’arme est épaulée et qui implique de perdre sa ligne de mire. Il s’agit d’un bouton poussoir à actionner vers le haut pour le tir semi-automatique, marqué R pour repetition, ou vers le bas pour le tir automatique, marqué A pour automatic. À la différence de beaucoup d’autres armes, le sélecteur de tir ne comprend pas le cran de sûreté. Celui-ci se trouve au-dessus de la queue de détente et à la particularité d’être un bouton traversant : l’utilisateur engage la sûreté en pressant le bouton avec la main gauche et la désengage en le poussant de l’autre côté avec la main droite. Là-aussi cette disposition est considérée comme peu ergonomique par la plupart des utilisateurs, car elle oblige à utiliser l’index de la main droite, ce qui ne permet pas de retirer la sûreté et de faire feu immédiatement dans un même mouvement, mais aussi à lâcher l’arme de la main gauche pour la remettre.

### Organes de visée
Les armes de la famille SA80 sont munies par défaut d’un viseur L9A1 Sight Unit, Small Arms, Trilux (SUSAT). À partir de 2009, la SUSAT est généralement remplacée par l’optique américaine Advanced Combat Optical Gunsight (ACOG), puis, à partir du milieu des années 2010, par le viseur canadien ELCAN Specter. Ces armes disposent également de mires métalliques de secours en cas de casse de l’optique. Afin de faire des économies, il est fréquent que les armes des soldats peu susceptibles d’être engagés au combat, par exemple le personnel administratif, ne soient pas équipées d’optiques et ne disposent que des mires métalliques. Toutes ces lunettes offrent un grossissement de 4x et sont éclairées afin de faciliter le tir de nuit, soit par un composé à base de tritium pour la SUSAT et l’ACOG, soit avec des piles pour l’ELCAN. Les lunettes ACOG et ELCAN sont par ailleurs souvent surmontées d’un viseur point rouge Close Quarter Battle (CQB).
Des lunettes équipées de dispositifs de vision nocturne sont également utilisées pour le combat de nuit. À l’entrée en service de la famille SA80, il s’agit de l’Individual Weapon Sight (IWS), que sa masse de 3,6 kg rend toutefois peu pratique. À partir des années 2000, il est remplacé par la Common Weapon Sight (CWS), aussi appelée Kite Sight, dont la masse est deux fois plus faible et qui permet de voir dans l’obscurité jusqu’à environ 500 m. Des viseurs thermiques commencent également à être disponibles durant cette période.

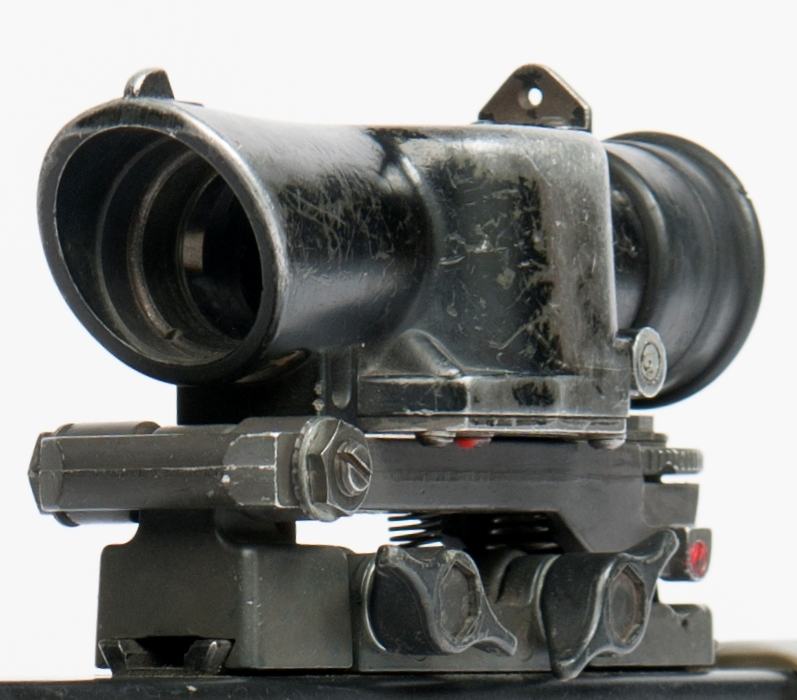
Détail de la lunette SUSAT.
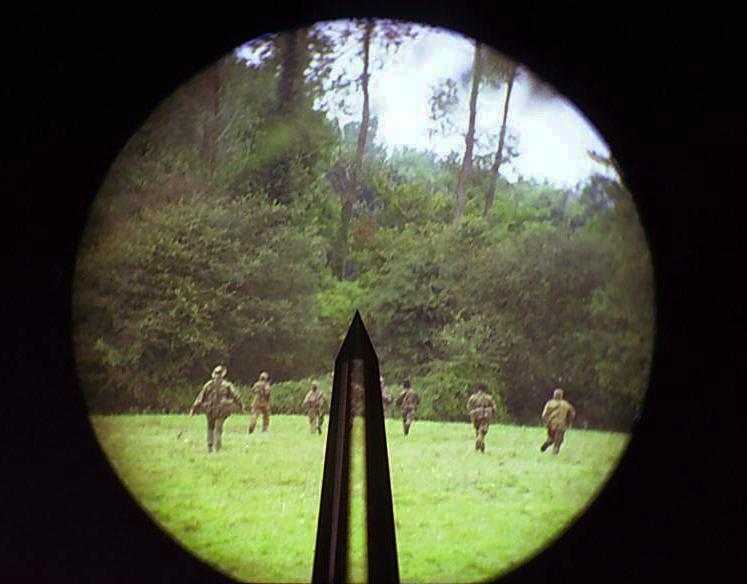
Vue du réticule de la lunette SUSAT.
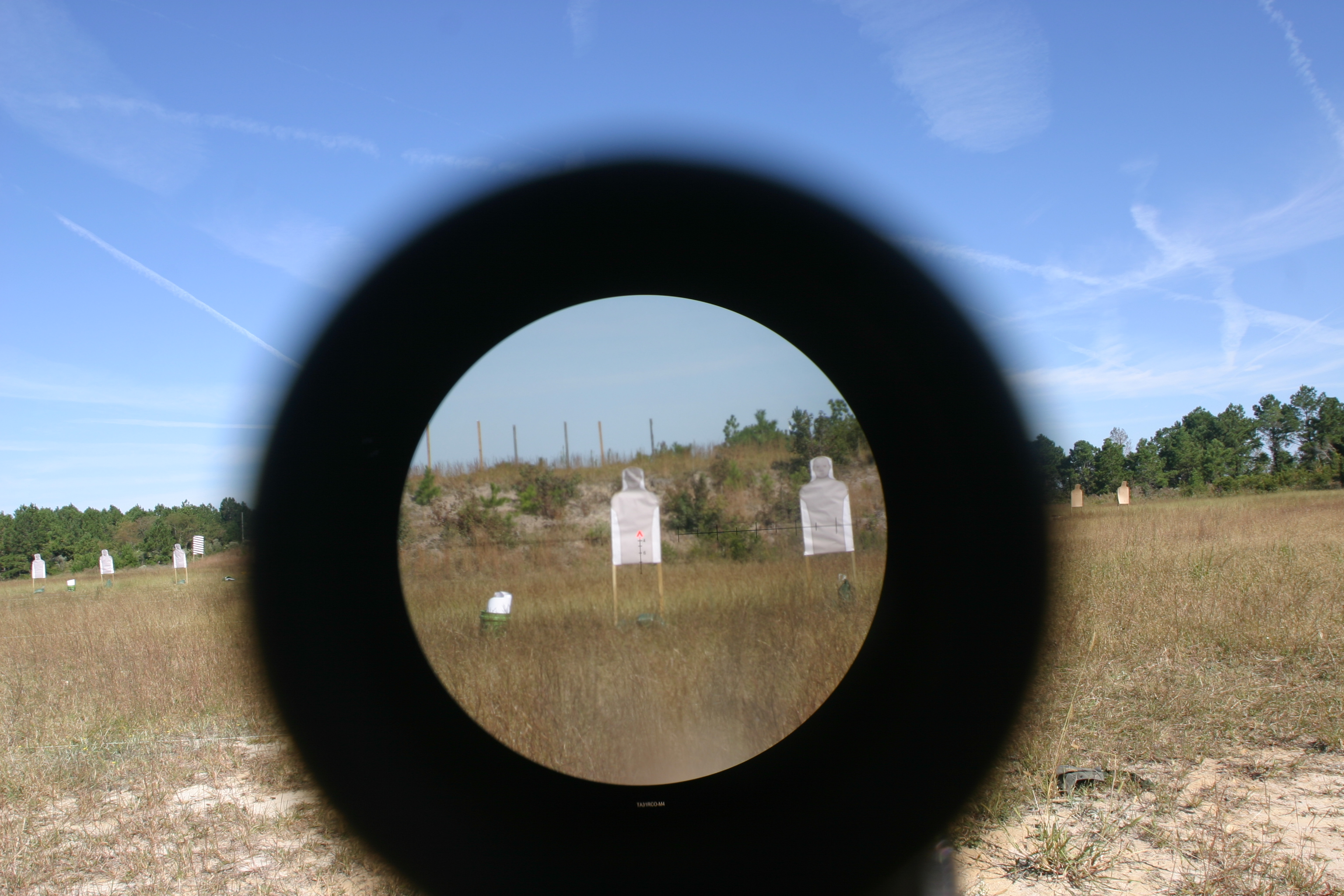
Vue du réticule d’une lunette ACOG.
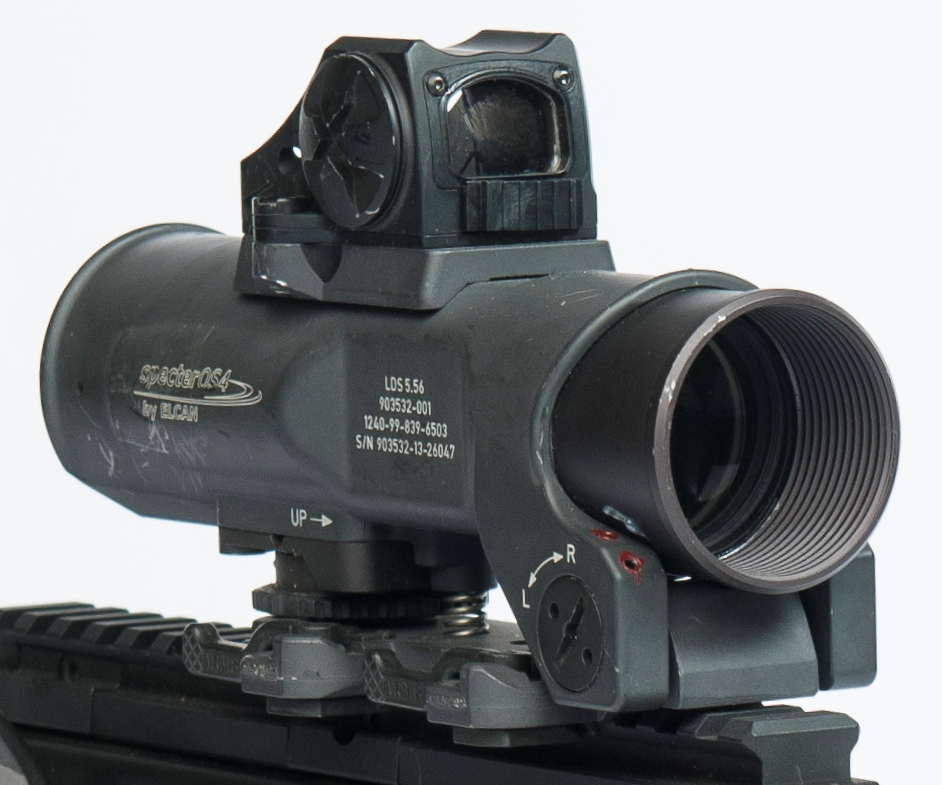
Lunette ELCAn Specter montée sur un L85A2.
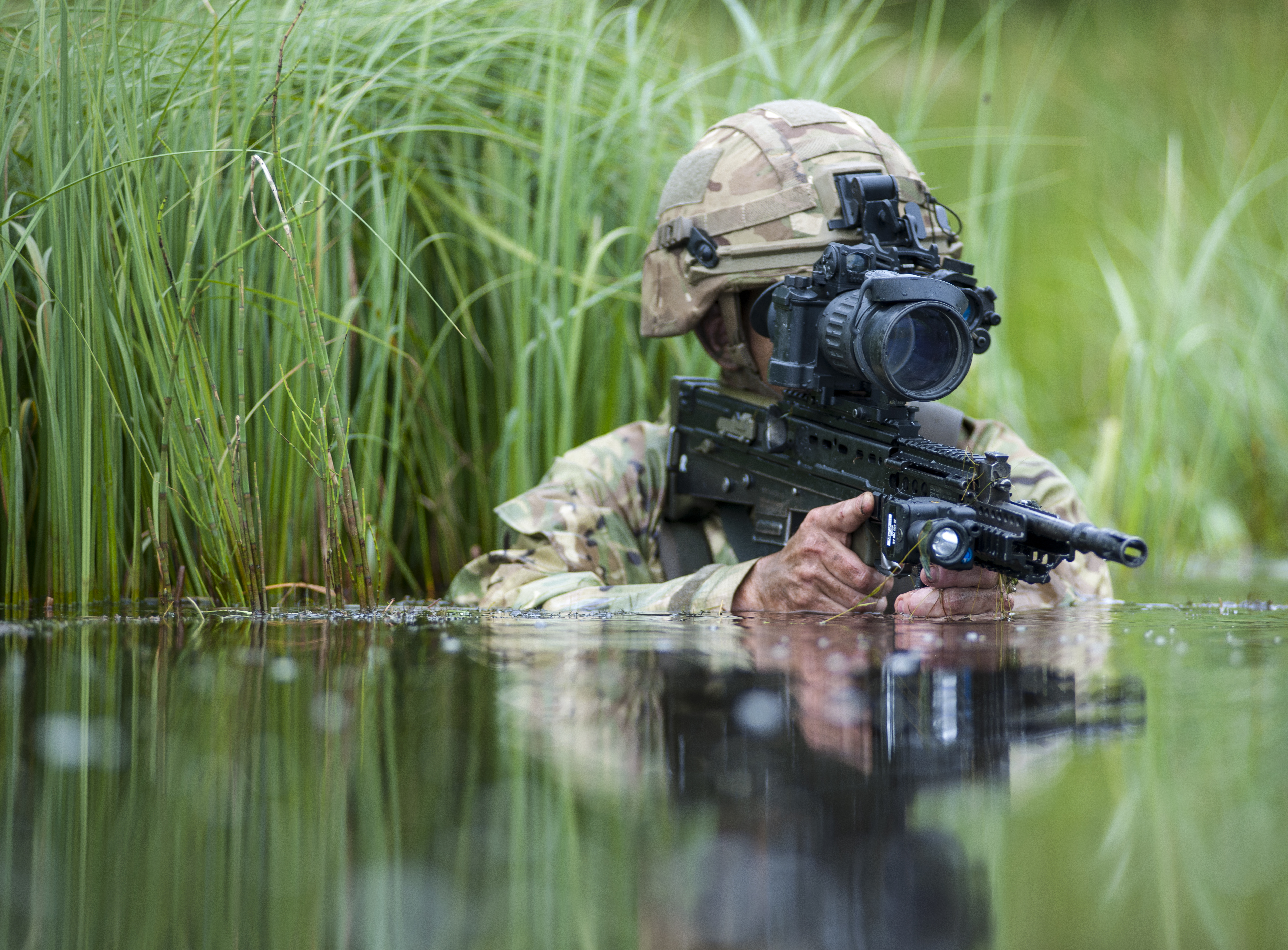
Lunette de vision nocturne CWS montée sur un L85A2.

### Munitions

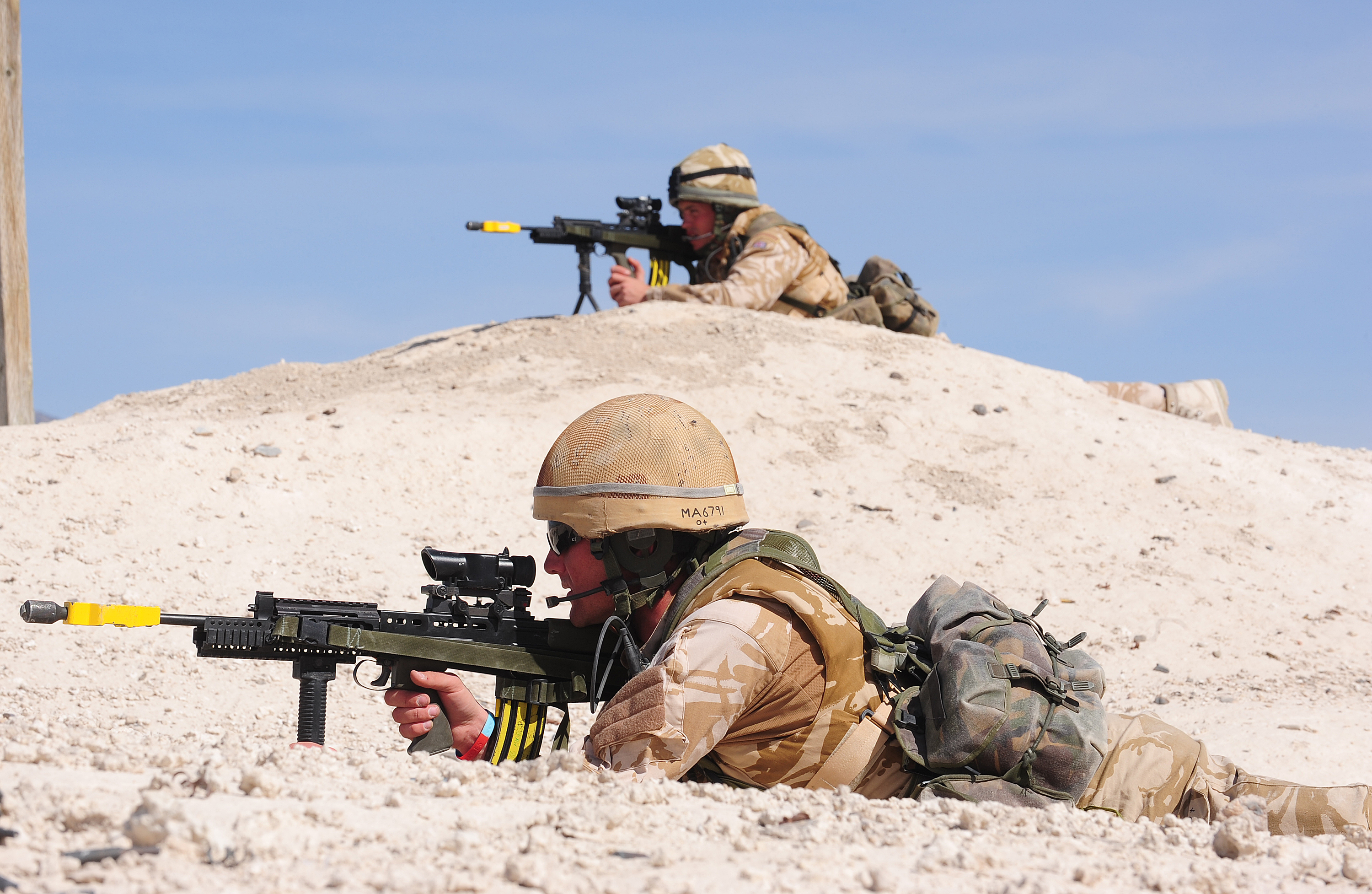
Cette photographie prise en 2011 lors d’un exercice permet de voir les chargeurs destinés à cet usage et peints en jaune, ainsi que le bouchon de tir à blanc.

Toutes les armes de la famille SA80 tirent la cartouche 5,56 × 45 mm OTAN. Celle-ci est en partie la cause des problèmes de fiabilité du SA80A1 : conçu pour une cartouche avec une charge plus légère et brûlant moins rapidement, le mécanisme est mis à rude épreuve. La balle délivre une puissance d’environ 1 770 joules en sortie de bouche, ce qui est suffisant pour qu’un tir à la tête ou au tronc inflige une blessure mortelle dans la plupart des cas aux distances habituelles d’engagement, soit moins de 400 m. Au-delà de cette distance, la balle est moins performante en raison de sa légèreté qui lui fait perdre sa vitesse plus rapidement qu’une balle plus lourde. Par ailleurs, cette légèreté réduit également sa capacité à passer au travers d’obstacles durs, ce qui peut constituer un désavantage en milieu urbain où l’adversaire peut facilement s’abriter derrière des murs.
Les chargeurs sont au format standard STANAG 4179 de trente cartouches, mais ne sont pas identiques à ceux du M16 : ceux-ci, en aluminium, se révèlent en effet trop fragiles et les Britanniques utilisent à la place un modèle en acier fabriqué d’abord par une filiale de BAe, Radway Green, puis dans une version améliorée par Heckler & Koch ; cette dernière est plus robuste, mais aussi considérablement plus chère. Les unités engagées au combat utilisent par ailleurs depuis 2011 un modèle en polymère produit par Magpul. Ceux-ci ont l’avantage de peser presque moitié moins que leur équivalent métallique, sont fermés par un clapet pour réduire la quantité de saleté pouvant entrer et disposent d’une alerte visuelle pour le tireur lorsqu’il ne reste que cinq cartouches.
Selon le manuel, chaque fusilier doit emporter six chargeurs et les mitrailleurs huit. Il est également recommandé de ne pas les charger au maximum, mais avec seulement vingt-huit cartouches afin d’éviter de fatiguer le ressort et de permettre à la poussière et aux débris de s’accumuler au fond. Afin d’éviter l’entrée de saletés, les chargeurs sont généralement portés tête en bas dans les poches, avec une boucle fixée à leur pied pour faciliter l’extraction de la poche. En complément, les fantassins peuvent emporter des cartouchières contenant cent cinquante cartouches pour remplir leurs chargeurs au front. Ceux-ci contiennent parfois un mélange de cartouches à balle standard et à balle traçante : placées au fond, ces dernières avertissent le tireur que le chargeur est presque vide ; placées au-dessus, elles permettent de signaler la position de l’ennemi au début d’un engagement.
Depuis un accident mortel lié à l’utilisation par erreur de cartouches réelles au lieu de celles à blanc, le tir à blanc se fait avec des chargeurs spéciaux dans lesquels il n’est physiquement pas possible d’insérer des cartouches réelles. Ils sont également peints en jaune afin de limiter les risques de confusion.

### Armement secondaire

#### Baïonnette

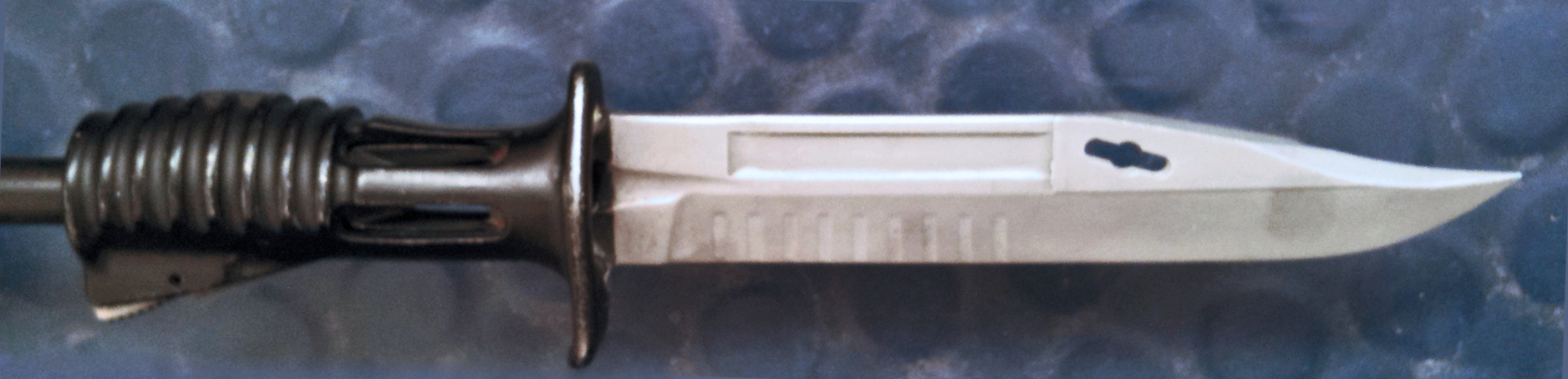
Baïonnette fixée sur un L85A2.

Le L85 peut porter une baïonnette L3A1, dont le manche est creux afin de pouvoir la fixer sur le canon, avec un léger désaxement afin de ne pas gêner le tir. L’inconvénient de cette méthode de fixation est toutefois que si on tire lorsque la baïonnette est montée, celle-ci devient chaude, voire peut être portée au rouge en cas de tir soutenu. L’arme est prévue pour pouvoir servir d’outil multifonction en conjonction avec son fourreau. Celui-ci comporte en effet un dispositif transformant l’ensemble en coupe-câble lorsque le couteau est clipsé dessus ; une lame de scie pliable est également insérée dans le fourreau.

#### Grenades

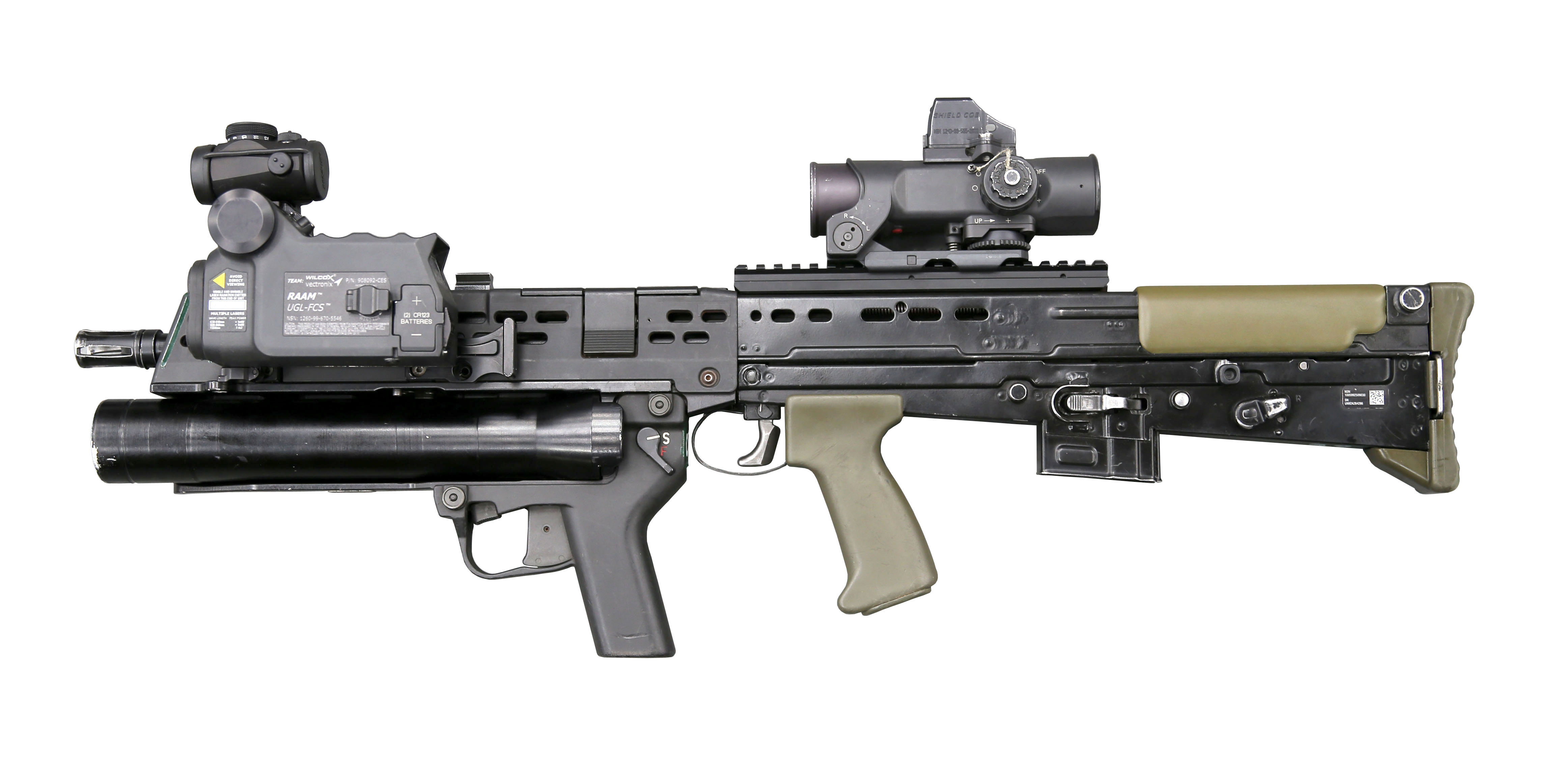
L85A2 avec lance-grenade L123. Le module électronique situé au-dessus du lance-grenade permet de faciliter la visée avec celui-ci.

Le L85 peut utiliser toutes les grenades à fusil de 22 mm répondant au standard de l’OTAN. Les Britanniques eux-mêmes ont développé au moment de la guerre du Golfe le modèle L60A1 Close Assault Weapon (CLAW), une grenade pouvant être tirée jusqu’à 125 m par une cartouche standard et contenant une ogive de 40 mm à charge creuse avec fragmentation. Le CLAW a toutefois été retiré du service après la guerre en raison de nombreux accidents causés par l’explosion prématurée de la grenade au moment du tir.
Ce n’est que depuis 2002 qu’un lance-grenade adaptable sous le canon est disponible pour le L85, les essais menés jusque-là n’ayant pas été concluants. Le L123 est produit par Heckler & Koch et peut tirer des grenades de 40 mm jusqu’à 350 m, au prix toutefois de 1,5 kg supplémentaire pour le lanceur et environ 2,5 kg pour les grenades. Toutes les grenades au standard OTAN de 40 x 46 mm peuvent en théorie être utilisées, mais l’armée britannique n’utilise en pratique que les grenades explosives et d’entraînement.

### Accessoires
Le canon de l’arme peut être équipé d’un bouchon permettant au mécanisme d’armement de fonctionner correctement lorsque des munitions à blanc sont utilisées : en son absence, les gaz s’échappent par le canon et la pression est par conséquent trop faible pour actionner le mécanisme de rechargement, ce qui nécessite de réarmer manuellement à chaque tir. Ce dispositif est également conçu pour pouvoir arrêter des balles en cas d’utilisation par erreur de cartouches réelles au lieu de cartouches à blanc. À l’origine, seule une balle pouvait être stoppée mais à la suite d’un accident mortel, le bouchon est renforcé pour pouvoir arrêter jusqu’à trois balles.
Accessoire important étant donné la propension des SA80 à dysfonctionner en présence de poussière, le nécessaire d’entretien est une sacoche contenant un écouvillon, une tige de nettoyage, une brosse, un chiffon en pilou, deux outils multifonctions permettant de démonter l’arme et une bouteille d’huile, ainsi qu’un outil permettant de remplir les chargeurs. Malgré leur importance, ces accessoires restent néanmoins longtemps déficients : les bouteilles d’huile fuient, les brosses et écouvillons sont peu efficaces ou se cassent. Ce n’est qu’à partir du passage à la version A2 au début des années 2000 que des outils de meilleure qualité sont fournis.

## Variantes

### L85 IW
Le L85 Individual Weapon est un fusil d’assaut destiné à équiper la majeure partie des troupes britanniques. Il est décliné en trois versions numérotées A1, A2 et A3. La version A1 est celle d’origine dans laquelle tous les exemplaires du L85 ont été produits. La version A2 résulte de l'amélioration d’environ les deux tiers des L85A1 existants réalisée au début des années 2000 qui résout la plupart des problèmes de fiabilité de la version A1. La version A3 est entrée en service en 2018 et vise principalement à améliorer la précision de l’arme ; très peu de L85A2 ont été convertis en L85A3,.

### L86 LSW

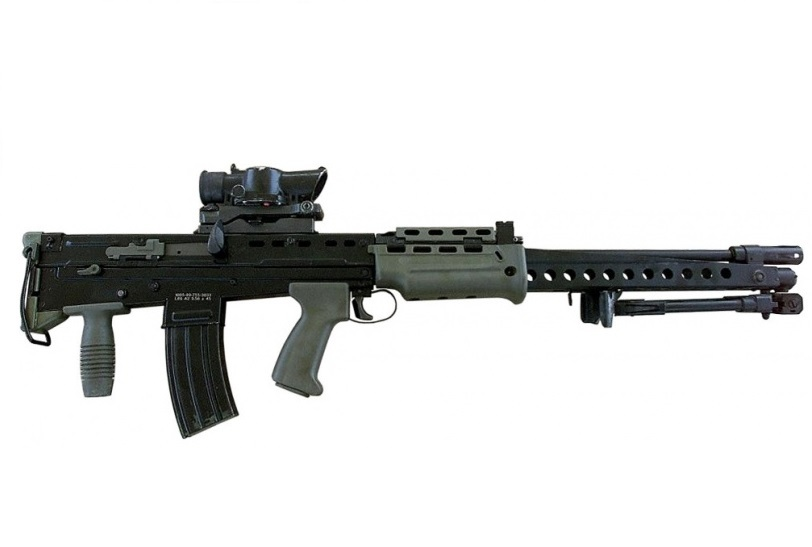
L86A2 Light Support Weapon.

Le L86 Light Support Weapon est une mitrailleuse légère destinée à assurer l’appui d’une section d’infanterie par la délivrance d’un volume de feu plus intense et à plus longue distance que le L85. La dotation prévue est de deux L86 par section jusqu’à la fin des années 2000, date à laquelle l'arme est progressivement remplacée par la Minimi. Le mécanisme de l’arme est identique à celui du L85, ce qui rend leurs pièces interchangeables. Les chargeurs sont également les mêmes, ce qui est à la fois un avantage, ceux-ci pouvant être échangés facilement au sein de la section, et un inconvénient, la capacité de trente cartouches étant faible pour une mitrailleuse, ce qui nécessite des rechargements fréquents,.
Le L86 se distingue toutefois par un canon plus long lui offrant une portée et une précision plus importantes. Il dispose également d’un bipied et d’une poignée pistolet montée à l’arrière afin d’offrir une meilleure stabilité lors du tir couché. Malgré ces éléments, le L86 souffre de problèmes de précision lors de l’utilisation prolongée en automatique, l’arme déviant vers la droite lors du tir,.

### L98

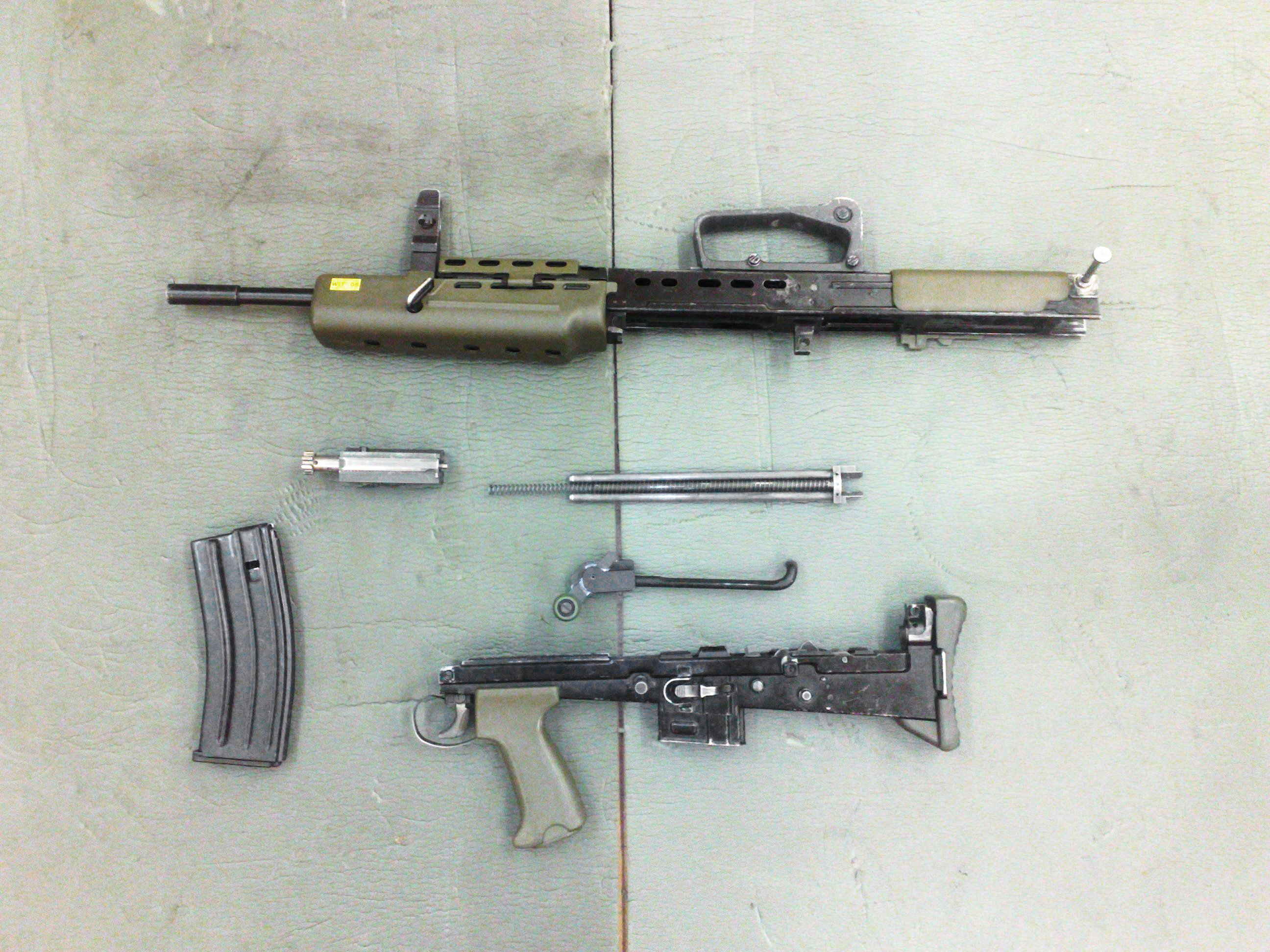
L98A1 démonté, montrant la simplicité de son mécanisme interne.

Le L98 est une variante du L85 destiné aux cadets de l’Army Cadet Force et du Combined Cadet Force afin de les familiariser au maniement des armes. La première version, appelée rétroactivement L98A1, se distingue du L85 par son mécanisme ne comportant pas le système d’emprunt de gaz. Le L98 est une arme non-automatique que l’utilisateur doit réarmer avec un levier après chaque tir. Il ne dispose également que de mires métalliques et n’a pas de cache-flamme afin d’empêcher le montage de la baïonnette. Dans les années 2000, le L98A1 est remplacé par le L98A2, qui est simplement un L85A2 modifié pour ne pouvoir tirer qu’en mode semi-automatique.

### L22

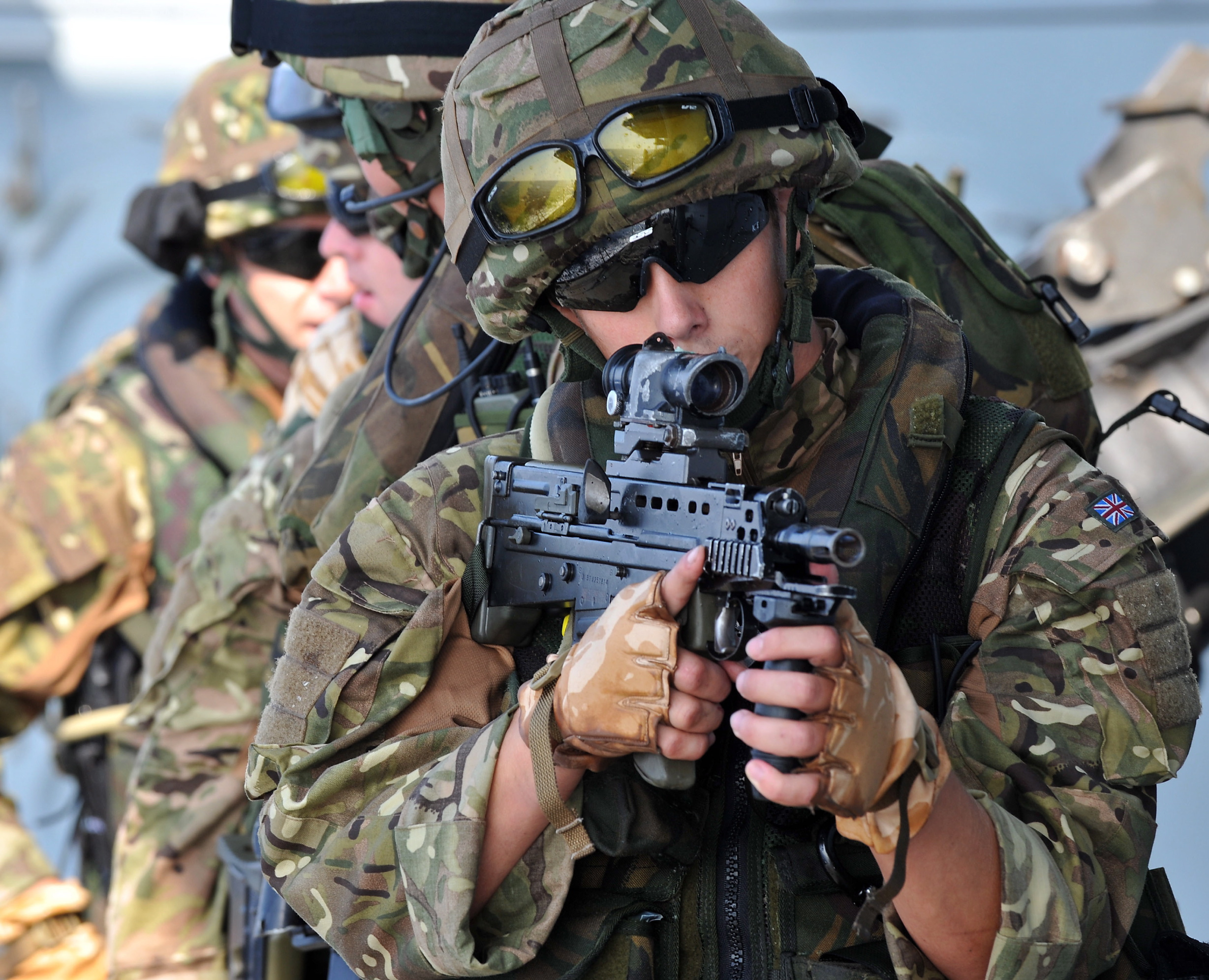
Carabine L22 utilisée par un membre du groupe d’abordage du pendant un exercice en 2011.

Le L22 est une carabine plus courte et plus légère que le L85. Bien qu’il n’ait pas été prévu initialement de produire une carabine dérivée du SA80, un premier essai de développement d’une variante de ce type est réalisée vers 1984. Celui-ci est peu concluant : l’arme est mal équilibrée et peu sûre du fait du poids important sur l’arrière et de l’absence de poignée à l’avant, qui amène la main gauche à souvent glisser devant le canon lors du tir. Plusieurs tentatives sont encore effectuées en 1989 et 1994, mais le problème de sécurité demeure longtemps avant de pouvoir être résolu et ce n’est qu’en 2003 que la nouvelle arme est adoptée sous la désignation de L22  les soldats la surnommant quant à eux Stubby K. Le besoin n’ayant été estimé qu’à 2 000 exemplaires et les chaînes de production du SA80 ayant déjà été arrêtées à l’époque de sa mise en service, le L22 n’est pas produit neuf mais est une conversion de L86 retirés du service du fait de l’adoption de la Minimi.
La moitié arrière du L22 est très similaire à celle du L85, mais la partie en avant de la queue de détente est tronquée, le canon ne la dépassant que d’une dizaine de centimètres. Une poignée verticale est fixée sous celui-ci, dont la partie supérieure est prolongée vers l’avant par une barrette horizontale devant empêcher les doigts de l’utilisateur de se placer devant le canon. Comparé au L85, le L22 est plus bruyant, a une portée plus courte et un recul plus important. Du fait de sa petite taille, il est principalement utilisé pour le combat dans des milieux confinés, par exemple à bord des navires, ainsi que par les équipages de véhicules et d’hélicoptères.

### L41A1
Le L41A1 n’est pas à proprement parler une arme, mais un kit de conversion permettant d’utiliser des cartouches de .22 Long Rifle dans le L85 en lieu et place de celles de 5,56 × 45 mm. Cette transformation est principalement utilisée à des fins d’entraînement, la cartouche de .22 étant moins coûteuse et pouvant plus facilement être utilisée dans des stands de tir fermés que celle de 5,56 × 45 mm. Le L41A1 est retiré du service dans l’armée britannique depuis le début des années 2020 ; il devrait y être remplacé par une variante du L85A2 ayant les mêmes caractéristiques qu’une arme convertie, mais de manière permanente.

### Caractéristiques techniques
| Modèle                        | L85A2                                             | L86A1                                             | L86A2                                             | L22                                               | L98A1                                             |
| ----------------------------- | ------------------------------------------------- | ------------------------------------------------- | ------------------------------------------------- | ------------------------------------------------- | ------------------------------------------------- |
| Longueur (mm)                 | 773 780 785 980 (avec baïonnette)                 | 900                                               | 889                                               | 565                                               | 755 785                                           |
| Masse à vide (kg)             | 3,70 3,82                                         | 5,40                                              | 4,42                                              | 3,30                                              | 3,8                                               |
| Masse en ordre de combat (kg) | 4,98 5,08                                         | 6,58                                              | 5,73                                              | 4,61                                              | 4,1 4,58                                          |
| Fonctionnement                | Rechargement par emprunt de gaz                   | Rechargement par emprunt de gaz                   | Rechargement par emprunt de gaz                   | Rechargement par emprunt de gaz                   | Réarmement manuel                                 |
| Modes de tir                  | Automatique, semi-automatique                     | Automatique, semi-automatique                     | Automatique, semi-automatique                     | Automatique, semi-automatique                     | Coup par coup                                     |
| Longueur canon (mm)           | 518                                               | 646                                               |                                                   | 442                                               | 495                                               |
| Rainurage                     | 4 rainures vers la droite, 1 tour tous les 180 mm | 4 rainures vers la droite, 1 tour tous les 180 mm | 4 rainures vers la droite, 1 tour tous les 180 mm | 4 rainures vers la droite, 1 tour tous les 180 mm | 4 rainures vers la droite, 1 tour tous les 175 mm |
| Cartouche                     | 5,56 × 45 mm OTAN,                                | 5,56 × 45 mm OTAN,                                | 5,56 × 45 mm OTAN,                                | 5,56 × 45 mm OTAN,                                | 5,56 × 45 mm OTAN,                                |
| Alimentation                  | Chargeurs STANAG 4179 de 30 cartouches,           | Chargeurs STANAG 4179 de 30 cartouches,           | Chargeurs STANAG 4179 de 30 cartouches,           | Chargeurs STANAG 4179 de 30 cartouches,           | Chargeurs STANAG 4179 de 30 cartouches,           |
| Cadence de tir                | 610-775 cps/min,                                  | 610-775 cps/min,                                  |                                                   |                                                   | -                                                 |
| Vitesse à la bouche (m/s)     | 940 930                                           | 970                                               | 950                                               | 780                                               | 900 940                                           |
| Portée pratique (m)           | 400                                               | 1000                                              |                                                   |                                                   | 500                                               |

| Type d’étui                         | à gorge |
| Type d’amorce                       | Berdan  |
| Longueur totale (mm)                | 62,357  |
| Longueur de l’étui (mm)             | 48,895  |
| Diamètre du culot (mm)              | 9,525   |
| Diamètre à la base (mm)             | 9,550   |
| Diamètre de l’épaule (mm)           | 8,966   |
| Diamètre du collet (mm)             | 5,588   |
| Diamètre de la balle à la base (mm) | 4,850   |
| Diamètre maximal de la balle (mm)   | 5,000   |